# لويد ميتلاند
لويد ميتلاند (بالإنجليزية: Lloyd Maitland)‏ (21 مارس 1957 في المملكة المتحدة - ) هو لاعب كرة قدم بريطاني في مركز الوسط. لعب مع هدرسفيلد تاون ودارلينجتون إف سى.